# Kermeter
Der Kermeter (auch Der Kermeter genannt) ist ein bis 527,8 m ü. NHN hoher und 35,92 km² großer Teil der Rureifel in den Kreisen Düren und Euskirchen im südwestlichen Teil Nordrhein-Westfalens, Deutschland.
Bedeckt wird der Höhenzug Kermeter von einem etwa 33 km² großen Waldgebiet, das eines der größten geschlossenen Laubwaldgebiete des Rheinlands darstellt. Seit dem 1. Januar 2004 ist er das Kerngebiet des Nationalparks Eifel.

## Geographie

### Lage
Der Kermeter liegt im Gebiet der drei Eifel-Gemeinden Heimbach, Simmerath und Schleiden. Begrenzt wird der Höhenzug im Norden und Westen vom Rurstausee (um 281,5 m) und damit vom Rurtal bei Heimbach, im Südwesten vom Obersee (um 281,5 m; Vorsperre der Rurtalsperre), sowie im Süden vom Urftstausee (um 322,5 m) und somit vom Urfttal. Im Südosten läuft der Kermeter über Wolfgarten und Gemünd in Richtung des Oberlauftals vom Rotbach aus.
Der höchste Berg im Kermeter ist eine namenlose Kuppe (527,8 m) bei Wolfgarten (eine Liste weiterer Kermeter-Berge befindet sich unten), auf der bis 2017 der Feuerwach- und Aussichtsturm Feuerwachturm Wolfgarten stand.

### Naturräumliche Zuordnung
Der Großteil des Kermeters inklusive seiner Hochlagen gehört in der naturräumlichen Haupteinheitengruppe Westeifel/Ardennen (Nr. 28) und in der Haupteinheit Rureifel (282) zur Untereinheit Kermeter Wald (282.8). Der Ostteil der Südabdachung zählt zum Naturraum Gemünder Urft- und Oleftäler (282.31), der Westteil der Südabdachung und der Urftstausee zum Naturraum Urftseegebiet (282.32), der Südteil der Westabdachung, der Obersee und der Südwestteil des Rurstausee zum Naturraum Rurseegebiet (282.30). Der Nordteil der West- und der Westteil der Nordabdachung, der Nordostteil des Rurstausees und der Westteil der Stauanlage Heimbach gehören zum Naturraum Rurseegebiet (282.33) und der Ostteil der Nordabdachung und der Ostteil der Stauanlage Heimbach zum Naturraum Heimbach-Maubacher Rurtal (282.34). Nach Osten fällt die Landschaft in die Untereinheit Vlattener Hügelland (275.1) ab, die in der Haupteinheitengruppe Osteifel (Nr. 27) zur Haupteinheit Mechernicher Voreifel (275) zählt.

### Berge
Zu den Bergen, Erhebungen und Hangspornen des Kermeters gehören – sortiert nach Höhe in Meter (m) über Normalhöhennull (NHN; wenn nicht anders genannt laut ):
- namenlose Kuppe? bei Wolfgarten (527,8 m),[2] Kreis Euskirchen; höchster Berg im Kermeter; bis 2017 mit Aussichts- und Feuerwachturm Wolfgarten
- Hellberg (525,8 m), Kreis Euskirchen
- Wildbretshügel (525,3 m), Kreis Euskirchen; gute Aussichtsmöglichkeit auf den Rurstausee
- Theissenberg (522,4 m), Kreis Euskirchen
- Verbrannter Berg (516,2 m), Kreis Euskirchen; mit Urwald Verbrannter Berg
- Winterberg (Wolfgarten) (503,4 m), Kreis Euskirchen; mit Kermeterstollen unter westlicher Bergflanke
- Mauelter Berg (502,4 m), Kreis Euskirchen; mit Feuchwachtturm (inkl. Sendeanlage) und Jagdhaus
- Honigberg (495,4 m),[4] Kreis Düren
- Schweizer Berge, Kreis Euskirchen; Schieferformation am Südostausläufer des Urftsees (max. 482,2 m)
- Böttenbachsberg (466,6 m), Kreis Euskirchen
- Weidenauer Berg (453,3 m), Kreis Düren
- Adamsberg (443,8 m)[5]
- Altenberg (ca. 424 m), Kreis Düren; mit naher Abtei Mariawald
- Griesberg (421,3 m), Kreis Düren; mit naher Abtei Mariawald
- Winterberg (Heimbach) (404,8 m), Kreis Düren
- Hohenberg (363,7 m),[4] Kreis Düren
- Tonsberg (333,3 m),[5] Kreis Düren; mit Burgwüstung (Kulturdenkmal)

### Gewässer
Der Kermeter ist sehr gewässerreich. Neben einigen Tümpeln und Teichen gibt es zahlreiche Fließ- und Stillgewässer (alphabetisch sortiert):

#### Fließgewässer
Zu den Fließgewässern des Kermeters gehören mit Länge in Kilometern (km):
- Arnsbach (2,1 km); Urft- bzw. Urftstausee-Zufluss, entspringt südlich vom Haus Kermeter
- Bergerbach (4,3 km); Eselsbach-Zufluss, entspringt östlich von Wolfgarten, mündet in Bergbuir
- Billerbach (1,4 km); Heimbach-Zufluss, entspringt westlich vom Gut Weinert
- Büdenbach (1,1 km); Rur- bzw. Rurstausee-Zufluss, entspringt nordnordöstlich vom Parkplatz Paulushof
- Düsterer Büdenbach (1,3 km); Büdenbach-Zufluss, entspringt nordnordwestlich vom Parkplatz Paulushof
- Eschbach (1 km); Rur- bzw. Rurstausee-Zufluss, entspringt nördlich vom Wildbretshügel
- Eselsbach (3,8 km); Rotbach-Zufluss, entspringt östlich von Wolfgarten, mündet bei Glehn
- Friedenbach (1,1 km); Urft- bzw. Obersee-Zufluss, entspringt westlich vom Wildbretshügel
- Großer Arnsbach (1,4 km); Heimbach-Zufluss, entspringt südwestlich vom Gut Weinert
- Großer Böttenbach (2,9 km); Urft- bzw. Urftstausee-Zufluss, entspringt nördlich von Wolfgarten
- Großer Scheuerbach (1,1 km); Urft-Zufluss, entspringt südlich von Wolfgarten, mündet in Gemünd
- Haftenbach (0,6 km); Urft- bzw. Urftstausee-Zufluss, entspringt östlich vom Wildbretshügel
- Heimbach (5,8 km); Rur-Zufluss, entspringt nordnordöstlich von Wolfgarten, mündet in Heimbach
- Herbstbach (2,2 km); Rur- bzw. Staubecken Heimbach-Zufluss, entspringt nordnordwestlich vom Haus Kermeter, mündet in Steinbach
- Hohenbach (2,1 km); Rur- bzw. Rurstausee-Zufluss, entspringt östlich vom Wildbretshügel
- Hohenbach (0,6 km); Urft- bzw. Urftstausee-Zufluss, entspringt zwischen Verbranntem Berg und Hellberg
- Kleiner Böttenbach (1,5 km); Großer Böttenbach-Zufluss, entspringt südwestlich von Wolfgarten
- Kleiner Steinbach (0,8 km); Steinbach-Zufluss, entspringt nordwestlich vom Haus Kermeter
- Lompig (1,1 km); Urft-Zufluss, entspringt südwestlich von Wolfgarten, mündet in Gemünd-Malsbenden
- Lorbach (3 km); Urft- bzw. Urftstausee-Zufluss, entspringt südsüdwestlich von Wolfgarten
- Rotbach (39,1 km); Erft-Zufluss, fließt östlich am Kermeter vorbei, mündet bei Dirmerzheim
- Rur (164,5 km), Maas-Zufluss, fließt westlich und nördlich am Kermeter vorbei, mündet in Roermond
- Seelbach (0,9 km); Urft-Zufluss, entspringt westlich vom Mauelter Berg, mündet in Mauel
- Steinbach (1,9 km); Rur- bzw. Staubecken Heimbach-Zufluss, entspringt nordwestlich vom Haus Kermeter, mündet in Steinbach
- Urft (46,3 km); Rur-Zufluss, fließt südlich am Kermeter vorbei, mündet östlich von Rurberg
- Vlattener Bach (21,8 km); Rotbach-Zufluss, entspringt ostsüdöstlich von Wolfgarten, mündet bei Lövenich (Zülpich)
- Welmsbach (1,1 km), Rur-Zufluss, entspringt nördlich der Abtei Mariawald, mündet unterhalb Steinbach

#### Stillgewässer
Stillgewässer am Kermeter mit – wenn bekannt – Fläche in Quadratkilometern (km²):
- Eiserbach-Staubecken (0,03 km²), Vorbecken des Rurstausees am Eiserbach, westsüdwestlich vom Kermeter
- Heimbach-Staubecken (0,364 km²), Ausgleichs- bzw. Staubecken von Rur- und Urftstausee an der Rur, nördlich vom Kermeter
- Obersee, Vorbecken des Rurstausees an der Rur, südwestlich vom Kermeter
- Rurstausee (7,83 km²), Stausee an der Rur, westlich und nordwestlich vom Kermeter
- Urftstausee (2,3 km²), Stausee an der Urft, südlich vom Kermeter

## Geschichte
Auf dem Tonsberg, der sich auf einer Halbinsel des Rurstausees als Teil der Nordabdachung des Kermeters (Nähe Schwammenauel) erhebt, erscheint auf älteren Eifelvereinskarten ein Eintrag als Römische Befestigung; jedoch konnte ein antiker Ursprung bisher nicht nachgewiesen werden. Die Funktion der ehemaligen und auch als Burgwüstung bezeichneten Baulichkeiten, die möglicherweise erst aus dem Mittelalter stammen, ist unklar.

## Landschaft, Natur, Schutzgebiete

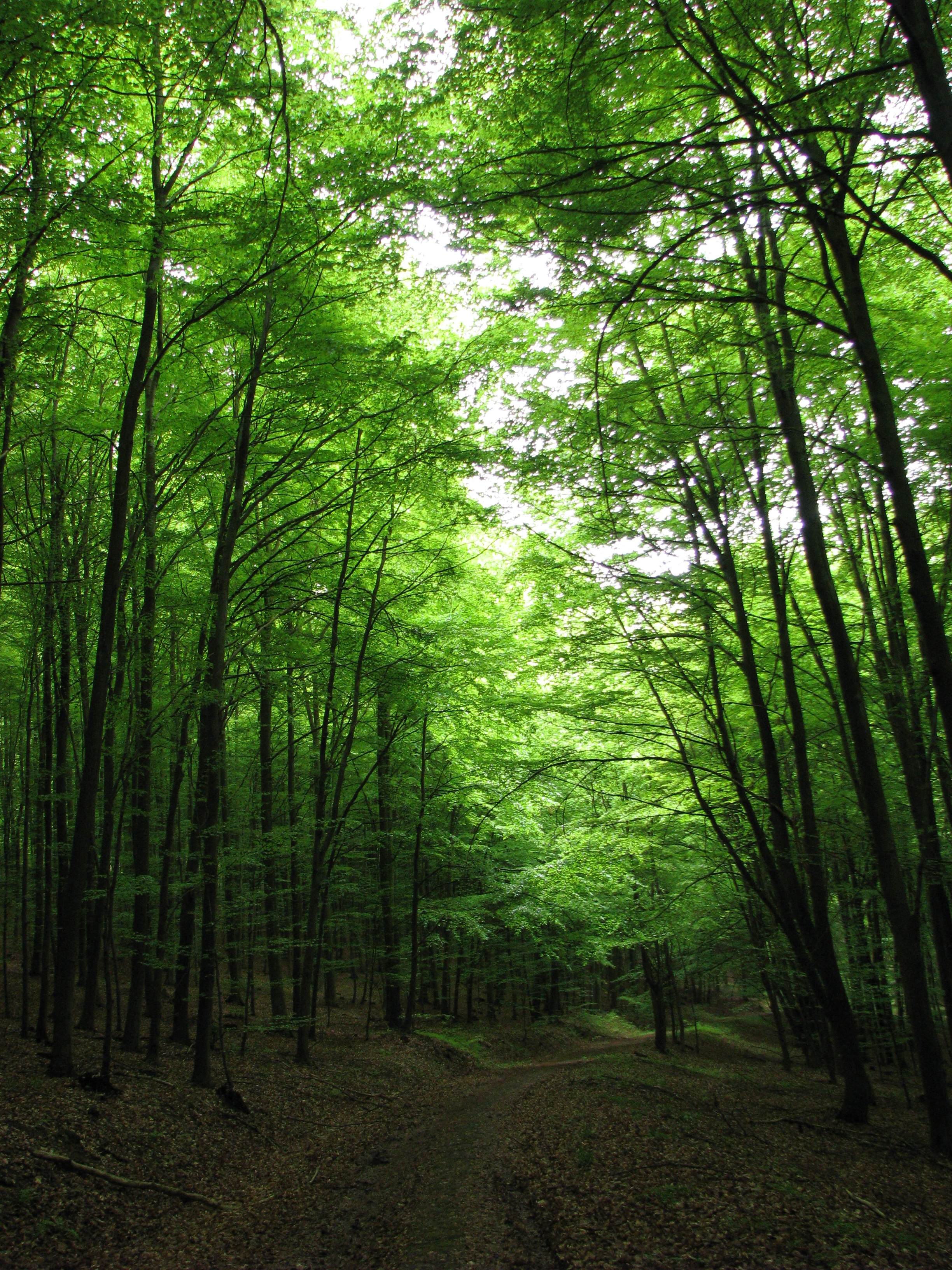
Weg durch dichten Buchenwald

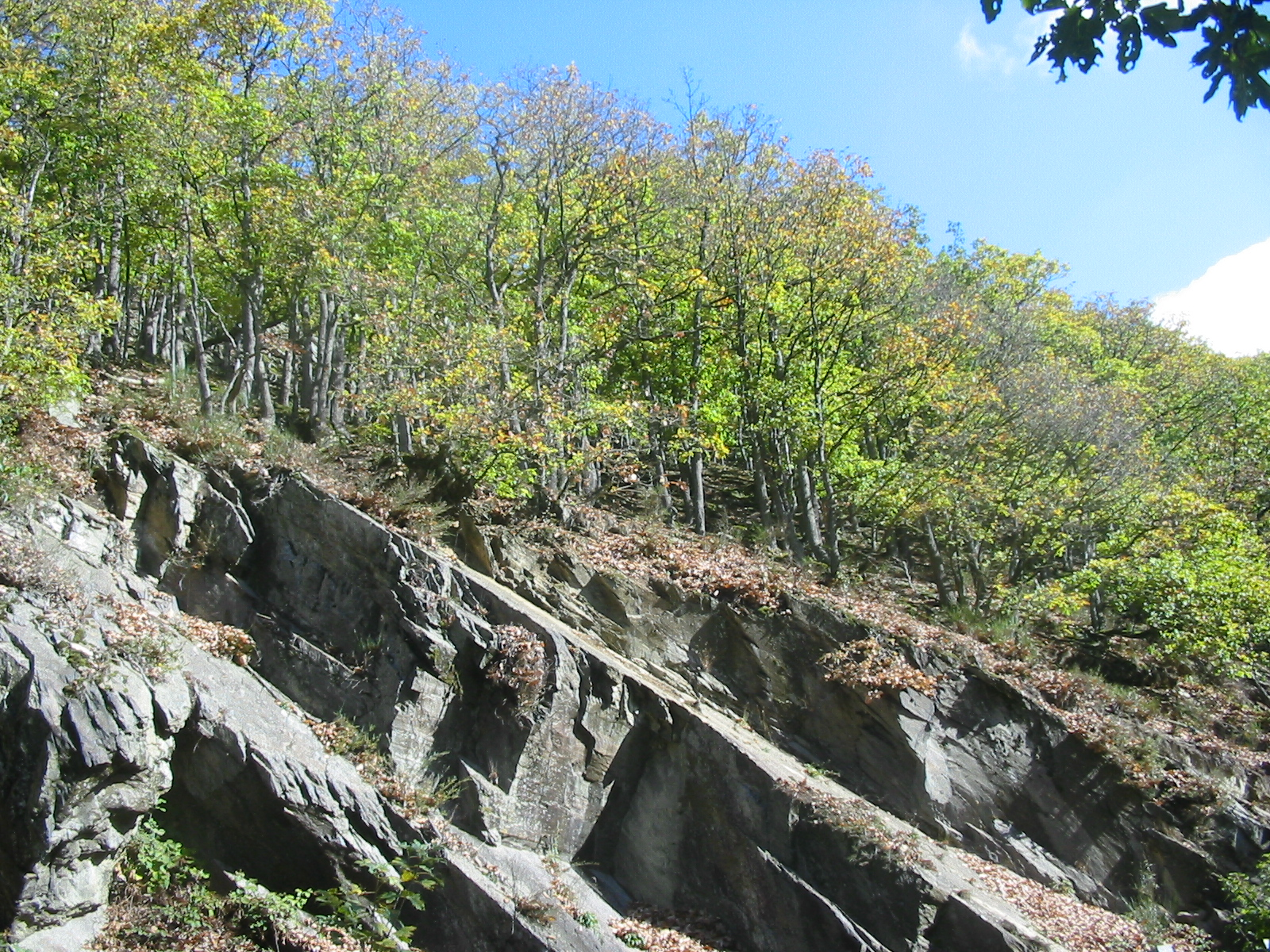
Kermeter-Südhang mit Eichenwald und Schieferfels

Etwa 33 km² des Kermeters sind geschlossenes Waldgebiet des Kermeter-Hochwaldes. An den schattigen, feuchten Nordhängen dominieren Buchenwälder (24 %) mit stellenweise über 200 Jahre alten Exemplaren. An sonnigen, trockenen Südhängen sind Eichenwälder vorherrschend (26 %), von Felsheide durchbrochen. Fast die Hälfte des Waldgebiets wird, als Folge von Wiederaufforstungsmaßnahmen nach dem Zweiten Weltkrieg, zu Beginn des 21. Jahrhunderts noch von Fichten eingenommen. Jedoch ist langfristig geplant, den Fichtenbestand zu Gunsten der Laubwälder zu reduzieren.
Bereits vor der Gründung des Nationalparks hat der Naturpark Hohes Venn-Eifel einige Bereiche des Hochwaldes sich selbst überlassen: Bäume im hiebsreifen Alter lässt man stehen (Altholz); umgestürzte Bäume und abgebrochene Äste werden nicht abtransportiert (Totholz). Von der Nationalparkverwaltung wird diese Strategie systematisch fortgesetzt, und breite Flächen des Kermeters sollen im Laufe der nächsten Generationen in einen urwaldähnlichen Zustand zurückgeführt werden. Totholz bietet Moosen, Flechten, Pilzen und über 2000 Insektenarten Lebensräume. Diese wiederum dienen Baumläufern, Kleibern, Schwarzmilanen, Buntspechten und seltenen Mittelspechten als Nahrungsgrundlage.
Auch seltene größere Tierarten wie Wildkatze und Uhu kommen im Kermeter vor. Große Tiere wie Rothirsch, Reh, Wildschwein und Mufflon stellen hingegen ein Problem dar, da ihnen die Fressfeinde fehlen. Sie verzögern oder verhindern durch ihren großen Verbiss die natürliche Vegetation. Die Nationalparkverwaltung jagt deshalb im Kermeter während einer verkürzten Saison von Oktober bis Dezember dieses Schalenwild.
Waldlichtungen und Bachufer sind von Hochstaudenfluren und Pfeifengraswiesen begleitet.
Auf dem Südost- bis Südteil des Kermeters liegt das Naturschutzgebiet (NSG) Kermeter (EU) (CDDA-Nr. 318644; 1994 ausgewiesen; 12,6735 km² groß), an das sich nördlich das im Ost- über Nord- bis Westteil der Landschaft befindliche NSG Kermeter (CDDA-Nr. 164057; 1997; 13,46 km²) anschließt; im Nordosten liegt das NSG Heimbachtal (CDDA-Nr. 163605; 1985; 37,78 ha). Am oder im Kermeter liegende Landschaftsschutzgebiete (LSG) sind: LSG Schleiden (CDDA-Nr. 555558812; 2004; 45,9516 km²), LSG Urftaue und Grünlandbereich bei Gemünd-Malsbenden (CDDA-Nr. 555558823; 2004; 13,63 ha), LSG Rur- und Obersee mit Ufer (CDDA-Nr. 555558720; 2004; 3,7026 km²), LSG Rurtalsperre (CDDA-Nr. 555558715; 2010; 3,3161 km²), LSG Rurtal und Seitenhänge zwischen Blens und Hasenfeld (CDDA-Nr. 555558713; 2010; 6,0212 km²) und LSG Hausener Busch und Hergartener Wald (CDDA-Nr. 555558714; 2010; 8,4988 km²). Auf dem gesamten Höhenzug liegen Teile des Fauna-Flora-Habitat-Gebiet Kermeter (FFH-Nr. 5404-301; 35,8862 km²) und des EU-Vogelschutzgebiets Kermeter-Hetzinger Wald (VSG-Nr. 5304-402; 47,7115 km²).

## Infrastruktur

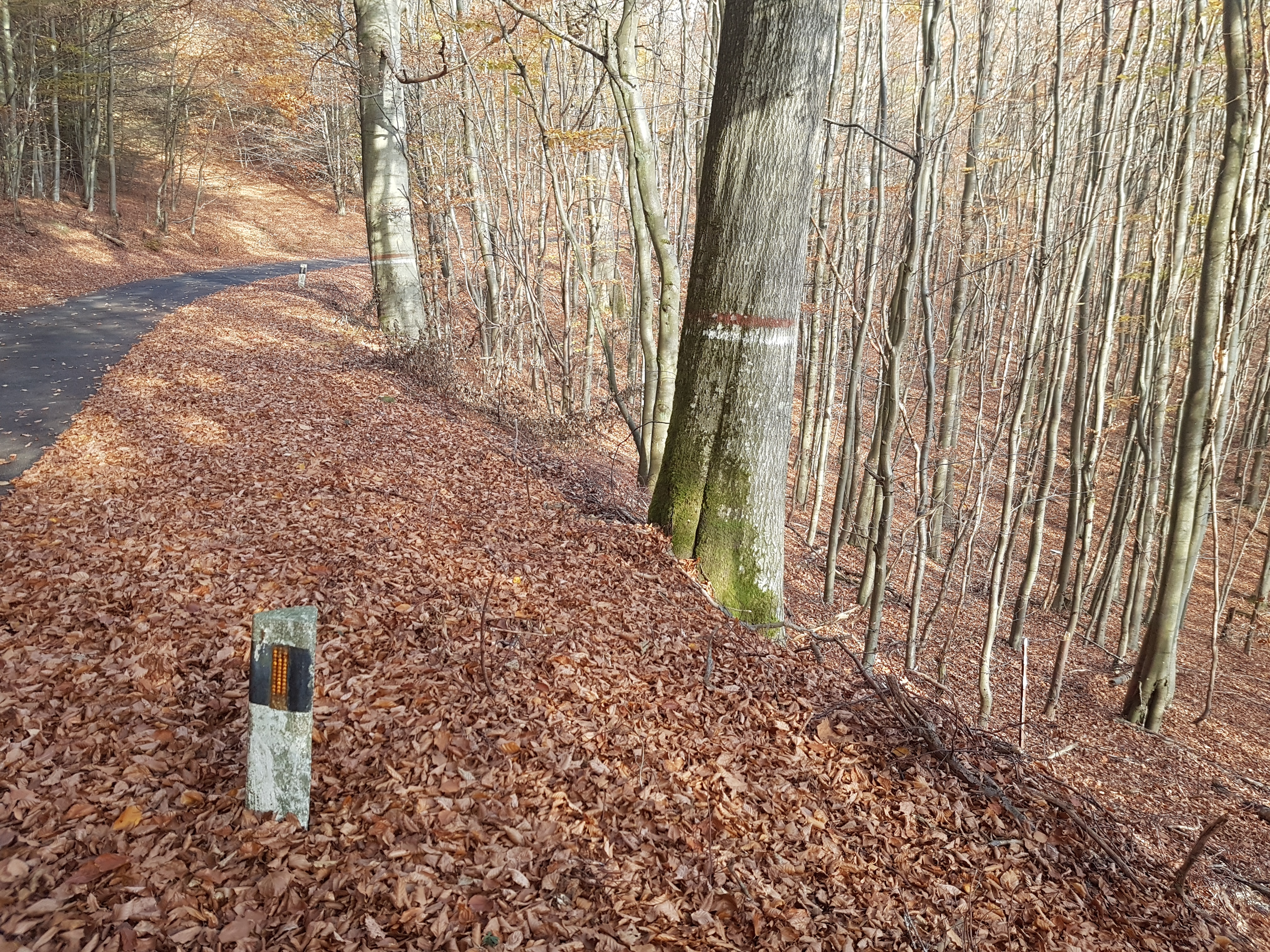
K7 zur Staumauer

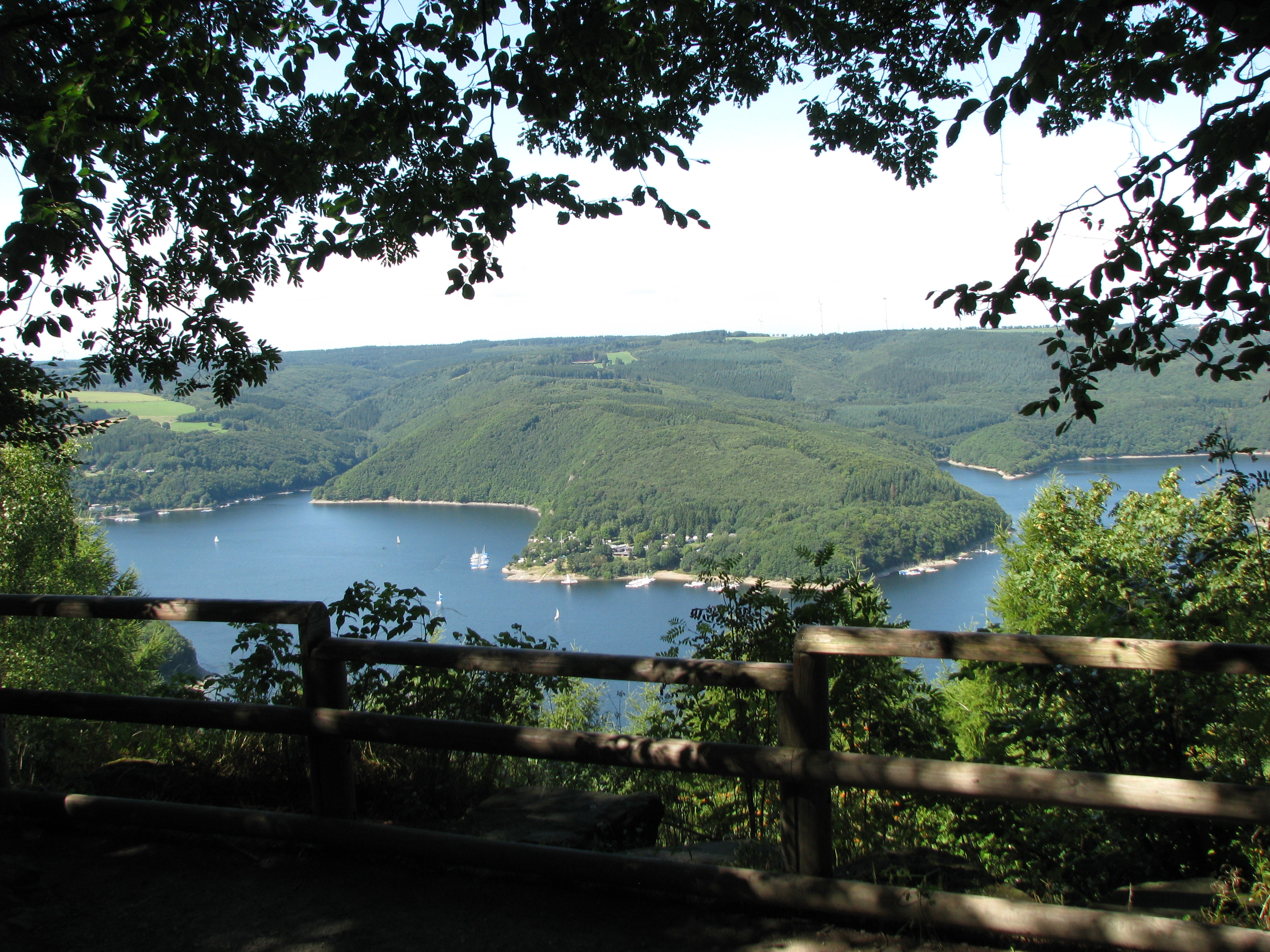
Blick vom Aussichtspunkt Hirschley über den Rurstausee

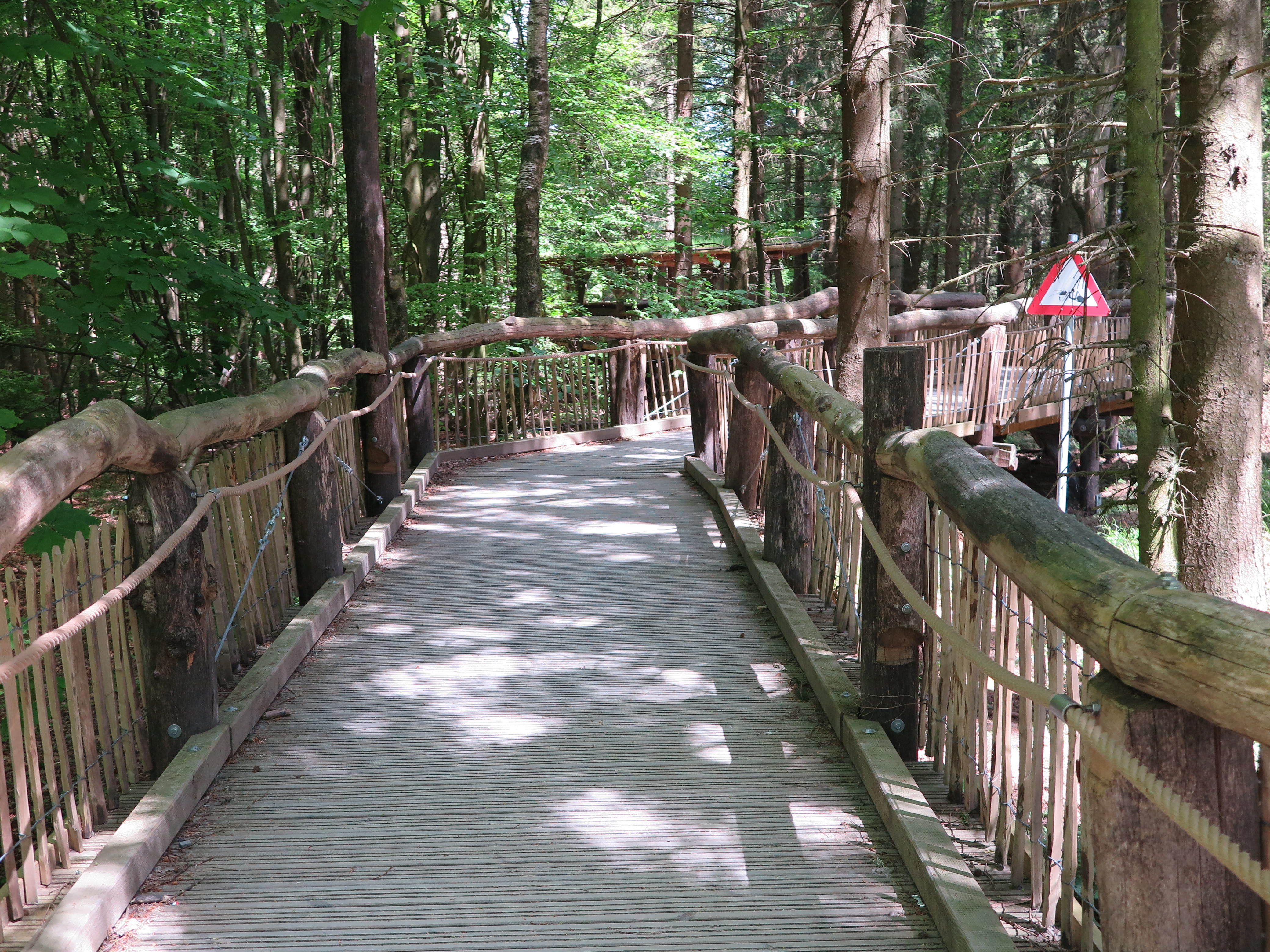
Wilder Weg im barrierefreien Naturerlebnisraum Wilder Kermeter

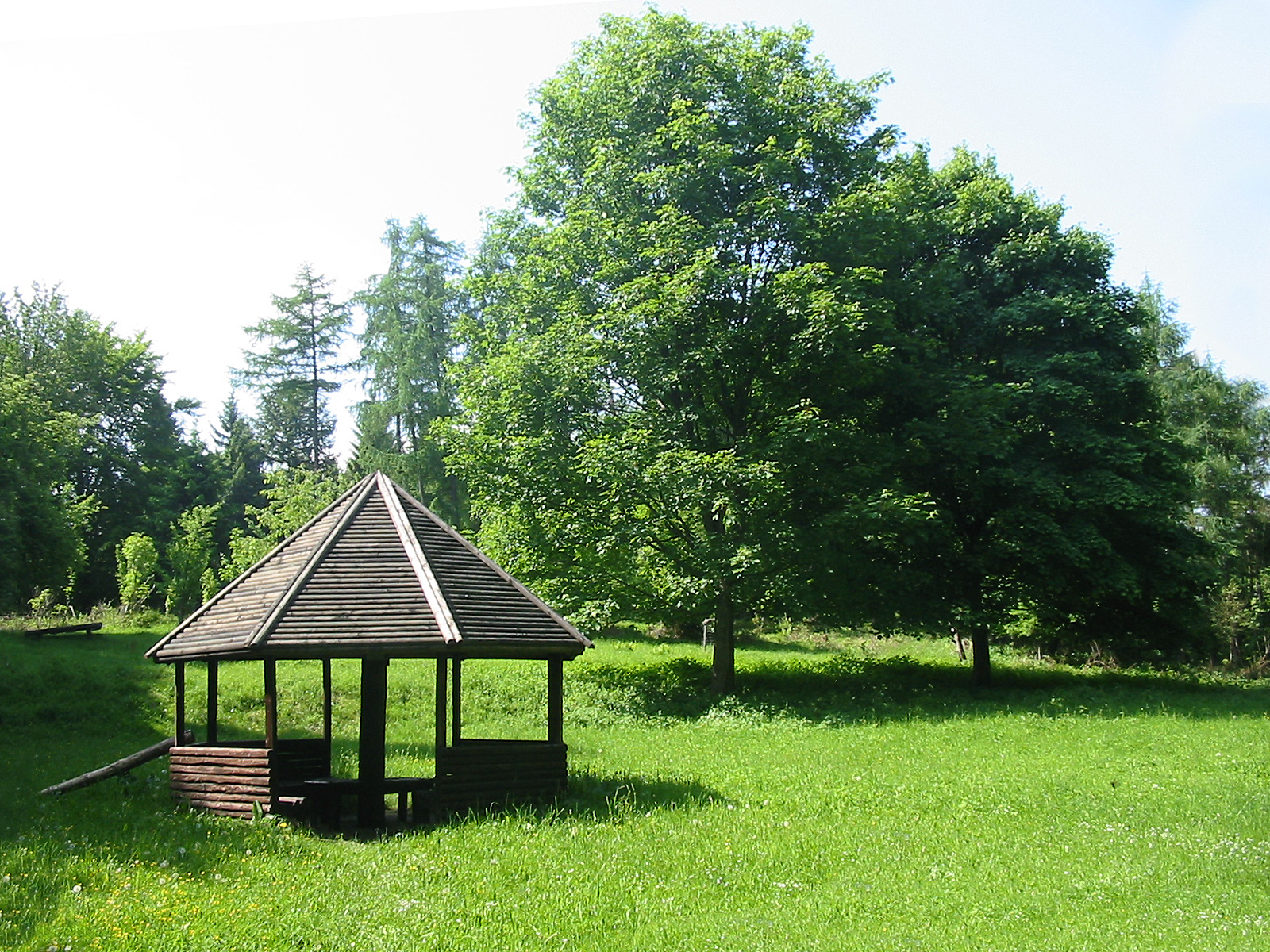
Waldlichtung Rastplatz Paulushof

Von Heimbach führt die Landesstraße 249 südlich in Serpentinen aufwärts über die ehemalige Abtei Mariawald auf die Kermeterhöhe (circa 5 km) und wieder abwärts über Wolfgarten nach Gemünd (circa 9 km). Etwa 2 km nordwestlich von Wolfgarten zweigt von der L 249 die L 15 (Kermeterhochstraße) nach Nordwesten ab und führt quer über den Kermeter-Hochwald hinunter zum Staudamm der Rurtalsperre.
Der westliche Teil des Kermeters ist nur mit dem Fahrrad befahrbar und über Wanderwege begehbar. Der nördliche Abhang hinunter an die Buchten des Rurstausees war schon in den 1960er Jahren vom Eifelverein kartographiert und durch Wanderwege, Rastplätze (Kermeter; ehemals Paulushof), einen Waldlehrpfad, Aussichtspunkte (z. B. Schutzhütte Hirschley; etwa 475 m) und geologische Erläuterungen von Schiefer- und Grauwacke-Formationen aus dem Devon erschlossen.
Im Mai 2011 wurde an der L 15 beim Wandererparkplatz Kermeter der barrierefreie Naturerlebnisraum Wilder Kermeter eröffnet. Neben dem Parkplatz wurde die behindertengerechte Bushaltestelle Heimbach, Wilder Kermeter (früher: Schleiden, Kermeter Höhe) errichtet. Sie wird von der AVV-Buslinie 231 des Rurtalbus und von Mai bis Oktober an den Wochenenden zusätzlich vom Mäxchen angefahren.
| Linie   | Verlauf |
| ------- | --- |
| 231     | Froitzheim – Ginnick – Embken – Wollersheim – Vlatten – Heimbach Bf – (Hasenfeld – Schwammenauel – Kermeter – Urfttalsperre/Hastenbach / Abtei Mariawald) / (Hergarten – Düttling) – Wolfgarten – Gemünd – Nierfeld – Olef – Schleiden |
| Mäxchen | Heimbach Bf → (Abtei Mariawald → Kermeter) / Hasenfeld → Schwammenauel (Staumauer) → (Schmidt Wildpark → Schwammenauel (Staumauer) →) Hasenfeld → Heimbach Bf (nur samstags, sonn- und feiertags von Karfreitag bis 1. November)       |

Das 4,7 km lange Wegenetz zwischen dem Parkplatz und dem Aussichtspunkt Hirschley wurde mit einem Blindenleitsystem und Hinweistafeln nachgerüstet. Die maximale Wegesteigung beträgt 6 %, alle 250 m wurden Bänke aufgestellt, und sogenannte Sinnesliegen laden zum Verweilen ein. Zum 10-jährigen Bestehen des Nationalparks Eifel wurde im Juni 2014 der etwa 1,5 km lange Wilde Weg eröffnet. Ein 250 m langer Holzsteg führt zunächst vom Parkplatz über verschiedene Informationsstationen zu einem weiterführenden Waldweg. An 10 interaktiven Stationen können sich Besucher jeden Alters über Wildnis, Waldentwicklung und die Vielfalt der Tier- und Pflanzenwelt informieren.

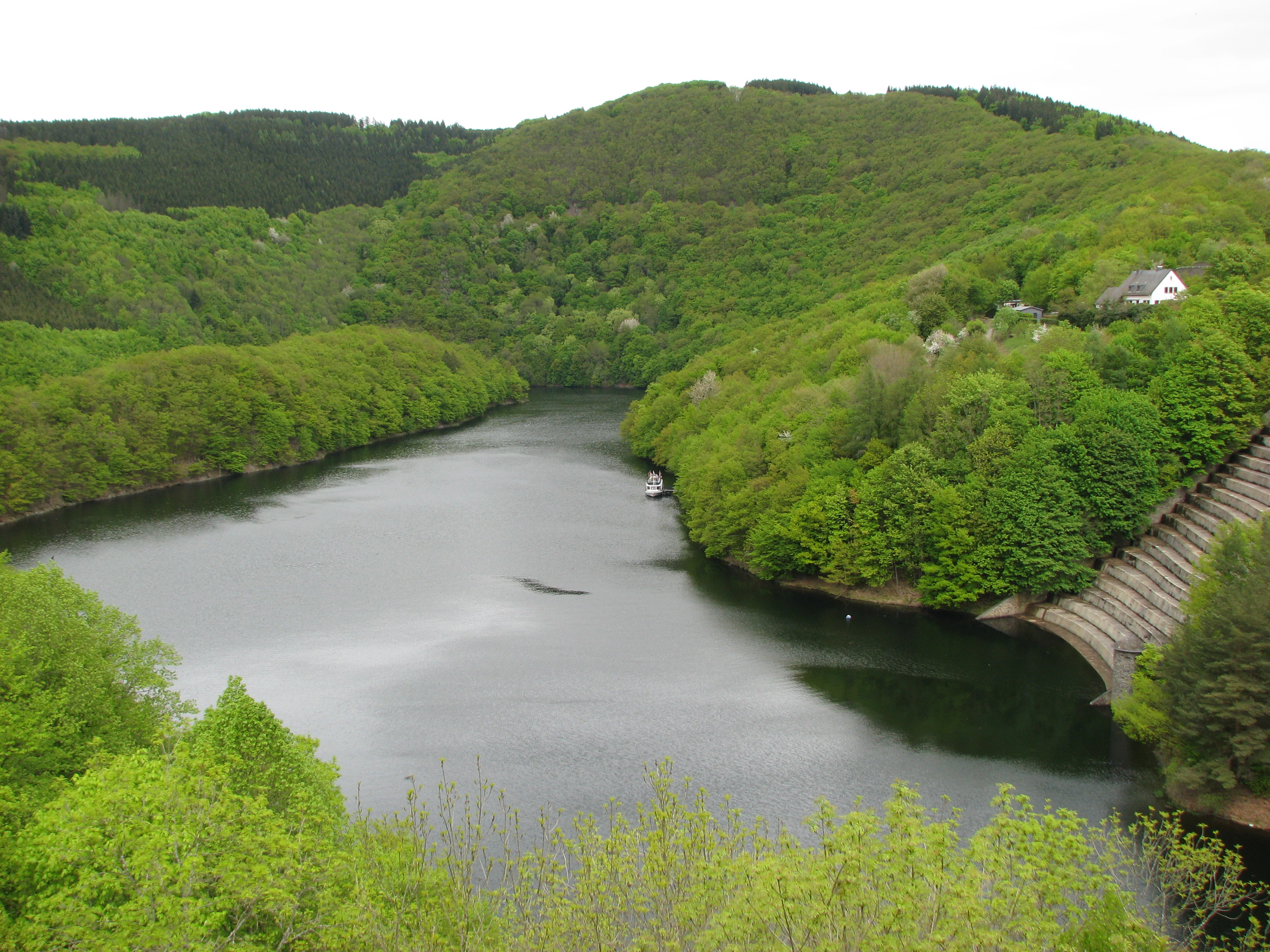
Obersee mit Schiffsanleger Urftseestaumauer mit Kermeter im Hintergrund

Durch die im Rurstausee gelegene Anlegestelle Kermeterufer der Rursee-Schifffahrt ist der Kermeter mit Rurberg, Woffelsbach und dem Staudamm Schwammenauel verbunden. Von der Anlegestelle Rurberg am Obersee kann man mit den Elektroschiffen St. Nikolaus und Seensucht am Fuße des Kermeters entlang zur Urfttalsperre oder nach Einruhr fahren.
Von 1950 bis zum 1. Januar 2006 lag der Südhang des Kermeters auf dem Terrain des Truppenübungsplatzes Vogelsang; die Wanderwege hinunter zum Urftstausee waren nur an Wochenenden und Feiertagen geöffnet und der Südausläufer über dem Urftsee für Zivilisten voll gesperrt.
Zum Jahresende 2005 hin endete die militärische Nutzung von Camp Vogelsang, die Kaserne und der Truppenübungsplatz wurden von der belgischen Militärverwaltung geräumt. Nach dem Abzug baute die Nationalparkverwaltung die Infrastruktur in den zuvor unzugänglichen Gebieten neu aus. Von den vier Wanderparkplätzen
- Lorbachsgarten am Abzweig der L 15,
- Haus Kermeter (ehemaliges Forstdienstgehöft von 1845, heute Ferienwohnung; 511,5 m),
- Alte Buchen (an der Gemarkung Verbrannter Berg) und
- Kermeter (ehemals Paulushof, 491,2 m)

sind Rad- und Wanderstrecken zur Urftsperrmauer, entlang des Urftsees sowie über die Victor-Neels-Brücke (errichtet Oktober 2009) zur Burg Vogelsang neu angelegt und beschildert.
Die Staumauer kann begangen werden. An der Mauer befindet sich ein Ausflugslokal, das aber nicht mit einem Kfz zu erreichen ist. Es besteht allerdings die Möglichkeit, mittels der AVV-Buslinie 231 von Gemünd bzw. Heimbach die Haltestelle Urfttalsperre/Haftenbach zu erreichen. Von dort sind es noch 800 m Fußweg bis zur Staumauer. In den Sommermonaten verkehrt an den Wochenenden zusätzlich der Heimbacher Bürgerbus vom Wandererparkplatz Kermeter direkt zum Ausflugslokal. Außerdem bedient die Rursee-Schifffahrt den Schiffsanleger Urftseestaumauer.
Der Kermeterstollen (erbaut 1905) leitet Wasser aus dem Urftstausee auf rund 2,7 km Länge unterirdisch quer durch den Kermeter zum Kraftwerk Heimbach an der Rur.

## Sehenswertes
Zu den Sehenswürdigkeiten des Kermeters gehören:
- Die ehemalige Abtei Mariawald (im Bereich der Berge Altenberg und Griesberg) war das einzige männliche Trappistenkloster in Deutschland.
- Auf dem 1953 angelegten Soldatenfriedhof Mariawald mit Ehrenmal liegen 414 Gefallene aus dem Zweiten Weltkrieg begraben.
- Vom Mittelalter an sind auf dem Kermeter bis Mitte des 20. Jahrhunderts über 1000 Kohlenmeiler nachweisbar. Erkennbar sind heute nur noch flache, halbkreisförmige Stellen, die, wenn man unter dem Laub gräbt, schwarze Holzkohlereste freigeben. Diese Holzkohle wurde im Zusammenhang mit der Eisenverhüttung im Schleidener Raum gebraucht. Der letzte Köhlerbetrieb im Kermeter, im Eigentum der Familie Stollenwerk in Schmidt, stellte im Jahr 1969 seinen Betrieb ein.[15] Ein rekonstruierter Kohlenmeiler, versehen mit Erläuterungen über die Arbeit der Köhler, ist in der ständigen Ausstellung des Nationalparktors Gemünd zu besichtigen.
- "Wilder Kermeter", Wanderparkplatz, Informationspunkt, Ranger-Treffpunkt, Ausgangspunkt mehrerer barrierearmer Panoramawege, zwischen Schwammenauel und Wolfgarten.[16]